# Diadelia brunneofasciata
Diadelia brunneofasciata är en skalbaggsart som beskrevs av Stefan von Breuning 1943. Diadelia brunneofasciata ingår i släktet Diadelia och familjen långhorningar.
Artens utbredningsområde är Madagaskar. Inga underarter finns listade i Catalogue of Life.